# Big Red (Motorrad)
Die Big Red war die Maschine, mit der der Amerikaner Don Vesco am 17. September 1970 den Motorrad-Geschwindigkeitsrekord auf den Bonneville Salt Flats mit 405,25 km/h erlangte.

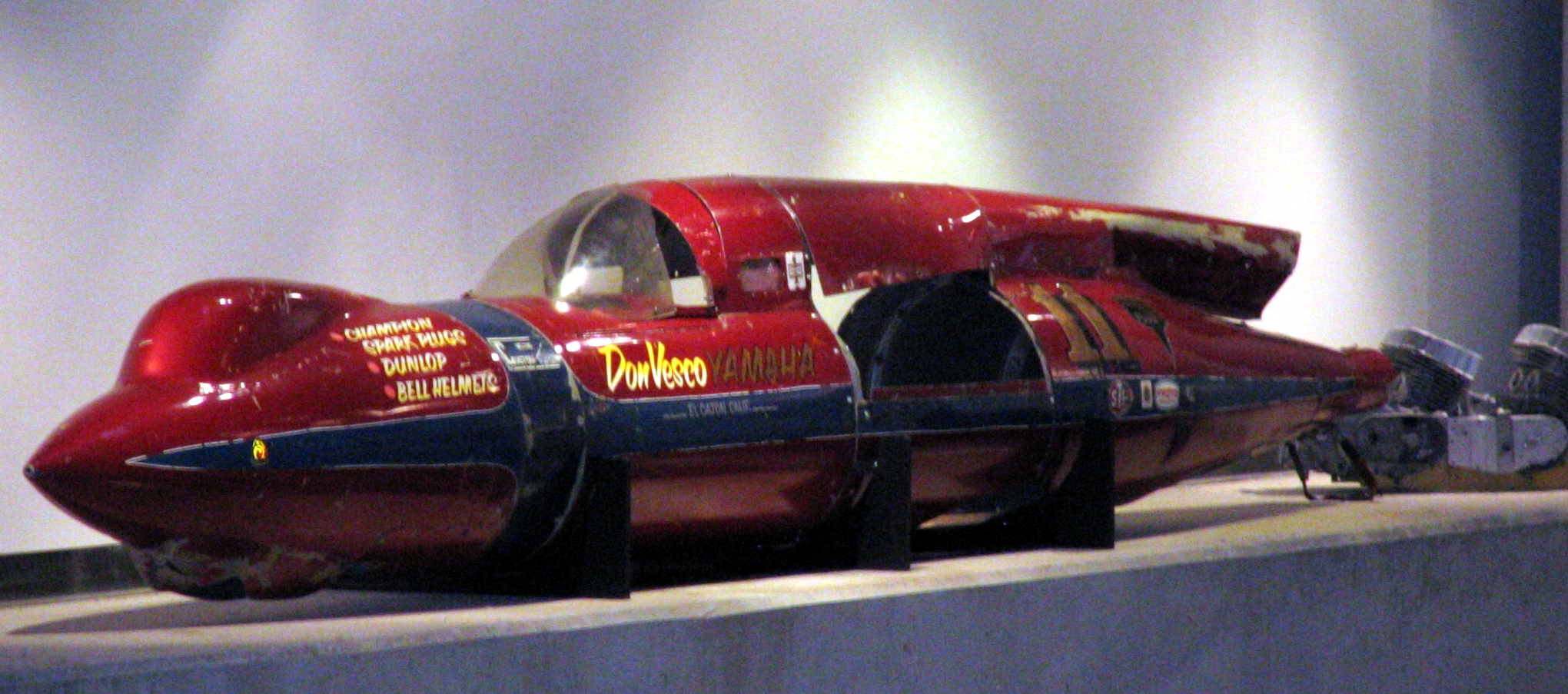
Big Red im Barber Vintage Motorsports Museum

Während der Bonneville Speed Week 1969 war Vesco mit der Big Red-Yamaha auf eine Geschwindigkeit von 227 mph (365 km/h) gekommen. Im darauf folgenden Jahr unternahm er mit dem fünfeinhalb Meter langen, aus einem Abwurftank gebauten Motorrad erneut mehrere Versuche, den seit 1966 bestehenden Rekord von Robert Leppan auf der Gyronaut X-1 (395 km/h) zu brechen und hatte mit 405,25 km/h Erfolg. Einen Monat später wurde der Rekord dann erneut gebrochen: Cal Rayborn erreichte im Mittel aus zwei Läufen in entgegengesetzter Richtung 427,25 km/h.
Das Motorrad ist heute ein Ausstellungsstück des Barber Vintage Motorsports Museum.

## Technische Daten
| Big Red          | Big Red                                                             |
| ---------------- | ------------------------------------------------------------------- |
| Motor            | 2 × Yamaha-Zweizylinder-Zweitaktmotor (hinter dem Fahrer eingebaut) |
| Hubraum          | 2 × 350 cm³                                                         |
| Leistung         | unbekannt                                                           |
| Kraftübertragung | Hinterradantrieb                                                    |
| Rahmen           | Monocoque                                                           |
| Länge            | 5486 mm                                                             |
| Bremsen          | Bremsschirm                                                         |